# Kleine Breitflügelfledermaus

Grobes Skizze des Verbreitungsgebiets (Text beachten)

Die Kleine Breitflügelfledermaus (Neoeptesicus diminutus) ist ein mit mehreren disjunkten Populationen in Südamerika verbreitetes Fledertier in der Unterfamilie der Eigentlichen Glattnasen. Das Typusexemplar stammt vom Rio Preto im brasilianischen Bundesstaat Bahia. Eine Population im nördlichen Argentinien wird als Unterart Neoeptesicus diminutus fidelis gelistet. Ob die nördliche Population eine Unterart darstellt, muss geprüft werden.

## Merkmale
Wie der Name andeutet, ist die Art mit einer Gesamtlänge von 82 bis 91 mm, inklusive eines 32 bis 35 mm langen Schwanzes und mit einem Gewicht von 5 bis 6 g ein kleiner Gattungsvertreter. Die Unterart N. d. fidelis zählt als kleinste Breitflügelfledermaus der Neuen Welt. Die Unterarme sind etwa 34,5 mm lang, die Hinterfüße erreichen 6 bis 9 mm Länge und die Länge der Ohren beträgt 11 bis 15 mm. Teilweise kann eine Verwechslung mit dem Silberspitzen-Mausohr (Myotis albescens) vorkommen. Deutlichstes Unterscheidungsmerkmal ist die gebogene Ohrmuschel, während beim Silberspitzen-Mausohr eine gerade Kante auftritt. Je nach Population ist das Fell der Oberseite kastanienbraun mit orangen Tönen oder dunkelgrau mit braunen Schattierungen. Die erste Form hat unterseits gelbbraune bis graue Haare mit hellgelben Spitzen und die andere Form ist unterseits fast weiß. Es sind dunkelbraune Flughäute vorhanden. Der diploide Chromosomensatz enthält 50 Chromosomen (2n=50).

## Verbreitung und Lebensweise
Die Kleine Breitflügelfledermaus hat eine größere Population im Osten von Brasilien, im östlichen Paraguay, im nordöstlichen Argentinien und in angrenzenden Regionen Uruguays. Eine weitere Population lebt im Norden Argentiniens und möglicherweise im südlichen Bolivien. Die dritte Population ist im nördlichen Venezuela verbreitet. Diese Fledermaus lebt in tropischen Regenwäldern, in anderen Wäldern und in Kulturlandschaften.
Die Lebensweise ist im Prinzip bis auf die Nahrung, die aus Insekten besteht, unbekannt. Bei Untersuchungen wird diese Art oft gemeinsam mit der Argentinischen Braunen Breitflügelfledermaus und der Brasilianischen Breitflügelfledermaus (Neoeptesicus brasiliensis) gefangen.

## Gefährdung
Für den Bestand sind keine Bedrohungen bekannt. Die Art ist weit verbreitet und sie bewohnt mehrere Schutzgebiete. Die IUCN listet die Kleine Breitflügelfledermaus als nicht gefährdet (least concern).